# 잭 스칼리아
잭 스컬리아(Jack Scalia, 영어 발음: /skəˈliːə/, 1950년 11월 10일 ~ )는 미국의 배우, 모델, 영화 제작자이다.
브루클린에서 태어났다.

## 출연 작품
- The Dog Who Saved the Holidays (2012)
- 저지 쇼어 샤크 어택 (2012년) - 모어티 역
- 로스트 골드 오브 칸 (2011년)
- 세컨드 타임 (2010년)
- 블랙 위도우 (2010년)
- 허니문 위드 맘 (2006년)
- 천재 클럽 (2006년)
- 딥 블루 씨: 크라켄 (2006년)
- 엔드 게임 (2006년)
- 나이트 플라이트 (2005년) - 찰스 키프 역
- 쉐터드 라이즈 (2002년)
- 카운트 제로 (2000년)
- 스네이크 (1999년)
- Charades (1998)
- 팔로우 유어 하트 (1998년)
- 달콤한 거짓말 (1998년)
- 체인 히트 3 (1998년)
- 멜 (1998년)
- 언더 오스 (1997, Under Oath) - 닉 역
- 다크 포스 (1996년)
- 다크 브리드 (1996년)
- 위장 살인 (1995년) - 로이 캘빈 역
- 이야기 나라 (1995년)
- 포인트맨 (1994년)
- 티포스 (1994년)
- 죽음의 프로포즈 (1994년)
- 욕망의 파편 (1994년)
- 더블 헌터 (1994년)
- 아모레 (1993년)
- 사랑의 사고 (1993년)
- 크리미널 인텐트 (1992년)
- 가면 뒤의 미소 (1992년)
- 끝없는 욕망 (1991년)
- 돌아온 스콜피오 (1990년)
- 위험한 유혹 (1990년)
- 대지진 그후 (1990년)
- 마의 해역 (1990년)
- 도너 (1990년)
- 추억의 간주곡 (1985년)
- 피어 시티 (1984년)

### 텔레비전
- 레밍턴 스틸 (1982년)
- 달라스 (1978년)
- 올 마이 칠드런